# Tanaecia trilobata
Tanaecia trilobata är en fjärilsart som beskrevs av Hans Fruhstorfer 1913. Tanaecia trilobata ingår i släktet Tanaecia och familjen praktfjärilar. Inga underarter finns listade i Catalogue of Life.